# 張禮大
張禮大（1918年—1950年10月1日），中國共產黨員，浙江省 天台縣人，浙江英士大學，基隆市政府財政科科長，因郭秉衡吸收入中共中央台灣地工組織從事間諜活動，1950年10月1日槍決於台北市馬場町刑場。

## 生平
張禮大，浙江省天台縣人，浙江英士大學畢業，戰後任職東北行轅政治委員會專員財政處科員，隨著東北淪陷，1948年張禮大隨鄧伯粹來台灣在基隆市任基隆市政府財政科科長，1949年6月調任祕書職務。
張禮大在國民政府主席東北行轅從事接收任務時，認識了郭秉衡，1948年郭秉衡擔任南京市民食調配處督導室主任時受洪國式吸收加入共產黨，1949年4月南京解放時與共軍辦理交接，受中共第二野戰軍任命為軍政大學第二總隊軍需會計，成為洪國式小組成員。
1949年中共中央局聯絡部計畫來台設立地下組織，派遣洪國式赴北平，同年9月轉移至中共中央局聯絡部派任香港，研究日本及台灣問題，1949年12月洪國式、郭秉衡奉命來台從事社會調查工作發展組織，郭秉衡負責蒐集軍事情報及策反海空陸軍。郭秉衡來台後吸收張禮大加入洪國式小組，再由張禮大介紹曾在基隆市政府任職秘書的王平加入組織情工組，從事情報蒐集工作。張禮大提供郭秉衡基隆港雜誌，內有基隆港詳細統計資料、基隆市府與省政府加碼電碼一份，郭秉衡將相關情報提供負責人洪國式。
1949年11月，國防部保密局接獲香港組及台灣省諜報組織查報，中共為加緊攻台之準備，派遣幹員潛台活動，於1949年12月偵悉洪國式自港來台曾於空軍新生社探詢楊文亮之所在，遇保密局人員包文有，包文有見其面生言語唐突，即向臺灣省保安司令部報告，臺灣省保安司令部於是派遣陳琦、包文有、楊文亮與洪國式接觸。探得該組織內部情資後於1950年2月28日，在台北車站假裝查驗遊民身份之名，將洪國式等十餘人帶往警局詢問，並假借洪身分不符需人作保，得郭秉衡、鄒曙之情資，復以需要行賄方得放人引誘其供出多人。1950年3月1日在台北、基隆、台中將其餘人逮捕歸案，僅劉光典逃亡。中共中央社會部台灣地下工作組織洪國式小組宣告瓦解。
1950年7月14日中共中央社會部台灣地下工作組織中劉全禮、郭秉衡、張禮大、王平、鄒曙、華震、劉天民、江德興、胡玉麟同案九人因叛亂罪判處死刑，1950年10月1日槍決於台北市馬場町刑場。